# Wadd
Wadd – wczesnoarabskie i jemeńskie bóstwo lunarne czczone w okresie przedislamskim na obszarze południowej Arabii.
Imię jego oznacza „miłość” lub „przyjaźń”, a poświęconym mu zwierzęciem był wąż; kult tego bóstwa w części ziem południowej Arabii praktykowany był od V do II wieku p.n.e.
Prawdopodobnie był miejscowym odpowiednikiem mezopotamskiego boga Sina. Jako bóstwu księżyca oddawali mu pod tym imieniem cześć zwłaszcza mieszkańcy królestw Ma‘in i Ausan (rejon Adenu), gdzie uważano go za „bóstwo narodowe”. Wiadomo, iż w Numan znajdowała się świątynia, w której królowie Ausanu składali mu ofiary na ufundowanym przez nich ołtarzu. Kult jego praktykowali także Minejczycy z położonego dalej na północ królestwa Ma‘in, a mający w tradycji związki etniczne z Grecją (Kreta, Eubea). Na Delos odnaleziono poświęcony mu ołtarz, który minejsko-grecka inskrypcja datuje na drugą połowę II w. p.n.e. W Nadżran (dzis. Uẖdūd) inskrypcja z minejskiej budowli świątynnej przypuszczalnie wymienia jego imię jako Wadab. 
Jedna z jego świątyń znajdowała się w Dumat al-Dżandal w Arabii Środkowej, gdzie wyobrażony był w postaci olbrzyma uzbrojonego w miecz, lancę i łuk z kołczanem. Składano mu ofiary z mleka.
Należy do wymienionych w Koranie pięciu bóstw staroarabskich, których idole według tradycji zostały wystawione przez potomków Kaina.